# Lubraniec
Lubraniec là một thị trấn thuộc huyện Włocławski, tỉnh Kujawsko-Pomorskie ở trung-bắc Ba Lan. Thị trấn có diện tích 2 km². Đến ngày 1 tháng 1 năm 2011, dân số của thị trấn là 3130 người và mật độ 1589 người/km².